# 감탄떡볶이
감탄떡볶이는 대한민국의 프랜차이즈이다. 떡볶이와 튀김류를 판매하고 있다. 프랜차이즈점은 전국 2천개를 돌파하였다. "아딸"이라는 브랜드로 알려져 있었으나, 아딸 상표권을 보유한 아내 이현경과 프랜차이즈 회사의 최대주주인 이경수가 이혼하면서 상표 사용 소송에서 패소하여 상표명을 변경하였고, 이현경은 아딸과 사람들이라는 법인을 세워 아딸 상표를 사용하고 있다.

## 역사
- 2002년 4월: 이화여대 입구 '아버지 튀김 딸 떡볶이'오픈, 이영석 허브튀김가루, 허브탕수육개발[3]
- 2002년 5월: 떡볶이 프랜차이즈 사업 시작
- 2003년 7월: 이현경 '아딸' 상표 등록
- 2008년 3월: (주)오투스페이스 법인 전환(이현경의 남편 이경수가 최대주주, 이현경 아딸 창업자 감사이사 주주 취임)
- 2011년 7월: 아딸 중국 북경1호점(우다커우점)오픈
- 2015년 2월: 오투스페이스 이경수 대표 횡령사건으로 구속
- 2015년 7월: 이준수 대표이사 취임.
- 2015년 8월: 이경수 대표이사 사임.
- 2017년: 감탄떡볶이 브랜드 론칭.[2]
- 2018년 12월 31일: 이준수 대표이사 사임. 이경수 대표이사 취임.

## 상호
2017년에 '아딸' 상표 사용권한에 대한 소송 1심에서 패소해 '감탄떡볶이' 브랜드를 론칭했다.

## 본점 및 지점 현황
- 본점: 서울특별시 광진구 구의강변로 86, 401, 402, 403, 404호 (구의동, 강변리치타워)
- 성남지점: 경기도 성남시 중원구 갈마치로 215, 지하동 237호, 238호 (상대원동, 금강펜테리움IT타워)